# Chusquea montana
El taihuén caña chica, tihuén o quila enana (Chusquea montana) es una especie botánica de bambú del género Chusquea, que crece en el bosque valdiviano, en el sudoeste del Cono Sur de América del Sur. 

## Descripción
Chusquea montana es un bambú arbustivo, perenne, de rizoma paquimorfo, que presenta cañas macizas, glabras, con diámetros de 2 a 7 mm y alturas de 2 a 3 metros, creciendo erguida o apoyada en las ramas de los arbustos o árboles pequeños del bosque subantártico. Los engrosados nudos están poblados de considerables yemas, de las cuales nacen delgadas y hojosas ramas.
Las hojas de la caña poseen vainas con una longitud de 3 a 6 cm, glabras, con la base ancha, con los márgenes basales sobrepuestos a la caña, diminutamente pestañosas en el sector del cuello y en los bordes cercanos a la lígula; la ventral diferenciada mediante un corto reborde membranoso, la dorsal está ausente; las láminas son de forma triangular, persistentes, erectas, escabrosas en los bordes, y poseen longitudes de 4 a 9 mm.
Las ramificaciones tienen longitudes de 4 a 20 cm. Las hojas de estas miden de 8 a13 cm de largo y de 6 a 10 mm de ancho; son planas, de forma lanceolada, mayormente poco esclerificadas, con prominente nervación central pero sin vénulas internerviales visibles. Los márgenes son algo revolutos, esclerificados y con notables escabrosidades. Pecíolo muy corto, ancho y glabro. 

## Reproducción y crecimiento
Como ocurre con otras especies de bambúes, es monocárpica, es decir, posee un ciclo sexual esquematizado en: floración-semillación-mortalidad, el que ocurre después de un crecimiento de la planta que demanda décadas, y efectuándose de manera sincrónica, generalmente en matas o parches de superficie variable, en vez de en enormes extensiones geográficas de su distribución (cubriendo varios grados de latitud), como ocurre con otras especies congenéricas. 
Su floración y muerte aumenta exponencialmente la proporción de combustible fino seco en el sotobosque, lo que se traduce en un incremento de la inflamabilidad del bosque, por lo tanto, del aumento del riesgo de incendios forestales. 
Epidemiológicamente, tras la semillación ocurre, como respuesta ecológica, una  “ratada”, es decir, una multiplicación en números exorbitantes de varias especies de roedores, particularmente del ratón de pie chico (Loxodontomys micropus), del ratón de pelo largo (Abrothrix longipilis), del ratón oliváceo (Abrothrix olivaceus) y del ratón colilargo (Oligoryzomys longicaudatus); este último animal es el reservorio fundamental del virus Hanta, agente etiológico que provoca el síndrome cardiopulmonar por Hantavirus (HCPS), que afecta a los humanos de cualquier edad, y en los que causa una mortalidad de entre el 30 y 35 %.
El crecimiento, y por lo tanto el retorno a la dominancia del sotobosque, es lento. Los ejemplares que nacieron como consecuencia de la floración producida en la primavera-verano 2001-2002 (Chusquea montana f. montana), luego de casi 12 años presentaban sólo una altura media de 80 a 100 cm.

## Usos
Sus semillas y tallos blandos y brotes nuevos se consumen y preparar de igual manera que como se realiza para el caso del colihue.

## Taxonomía y distribución
Chusquea montana fue descrita originalmente en el año 1864 por el naturalista alemán Rodolfo Amando Philippi.
Sinonimia
- Chusquea nigricans Phil.[8]

Distribución
Es endémica de la Argentina y de Chile. 
Presenta dos formas, consideradas antaño como especies plenas:
- Chusquea montana forma montana Phil. (quila enana) Su altura es mayor a 1 m. Las cañas son de color amarillo y poseen un diámetro de 5 a 7 mm. Crece en suelos bien drenados de las faldas de las montañas, particularmente dentro del bosque de lenga (Nothofagus pumilio).

- Chusquea montana forma nigricans (Phil.) Matthei (tihuén) Su altura es menor a 1 m. Las cañas son de color café rojizo y poseen un diámetro de 2 a 6 mm. No presenta divisiones en sus tallos. Crece en suelos rocosos muy húmedos: terrenos anegados, pantanosos o turberas.[9]

Su distribución por altitudes la sitúa desde los 500 hasta los 1000 m s. n. m..
En la Argentina habita solamente la forma montana en el sudoeste del país, en la Patagonia, en la región occidental del lago Nahuel Huapi, parque nacional Nahuel Huapi, en el departamento Los Lagos de la provincia del Neuquén, y en el departamento Bariloche de la provincia del Río Negro.
En Chile se distribuye en el centro-sur ambas formas, desde la Región del Biobío hasta la Región de Los Lagos la forma típica, y desde la última región hasta la Región Aysén del General Carlos Ibáñez del Campo la forma nigricans.

## Hábitat
Habita en el distrito fitogeográfico subantártico valdiviano de la provincia fitogeográfica subantártica, conviviendo con otras especies del mismo género, las que en conjunto hacen denso e impenetrable al sotobosque forestal, siendo particularmente abundantes en las áreas despejadas dentro del bosque o en los bordes del mismo, generando matorrales llamados localmente colihuales o quilantos.